# 三氯化三(乙二胺)合钴(III)
三氯化三(乙二胺)合钴(III)是钴(III)的配合物，化学式为[Co(en)3]Cl3，其中en为乙二胺的简写。这个配合物在配位化学里是著名的，因为它有着良好的稳定性和特定的立体化学性质。不同的盐都有报道。这个配合物最初由Alfred Werner报道，它是金黄色的针状晶体。

## 制备
该配合物由氯化钴和乙二胺反应，用空气氧化得到，产率95%。